# كريغ ليندفيلد
كريغ أنتوني ليندفيلد (بالإنجليزية: Craig Lindfield)‏، من مواليد 7 سبتمبر 1988 في جريسبي في إنجلترا، لاعب كرة قدم إنجليزي يجيد اللعب في مركز وسط الميدان.
بدأ مسيرته الكروية مع نادي ليفربول في عام 2006، وهو يلعب معهم حتى الآن.

## روابط خارجية
- كريغ ليندفيلد على موقع قاعدة بيانات كرة القدم.إي يو (الإنجليزية)
- كريغ ليندفيلد على موقع Soccerbase.com (لاعب) (الإنجليزية)
- كريغ ليندفيلد على موقع Soccerway.com (الإنجليزية)
- كريغ ليندفيلد على موقع عالم كرة القدم.نت (الإنجليزية)
- كريغ ليندفيلد على موقع كووورة